# جمال صالح
جمال صالح (بالإنجليزية: Jamal Salih)‏؛ هو لاعب ومدرب كرة قدم وطني عراقي سابق، ويعمل حاليًا كمدير رياضي لنادي الشارقة، ويتولى هذا المنصب منذ مارس 2018.